# Lou Jeunet
Pour les articles homonymes, voir Jeunet (homonymie).
Lou Jeunet est une scénariste et réalisatrice française.

## Biographie
Lou Jeunet étudie le cinéma à l'Idhec dans la section réalisation et montage dans la promotion 1986. Elle commence sa carrière en tant que stagiaire scripte sur le tournage de  Frantic de Roman Polanski. Elle rencontre le scénariste du film Gérard Brach qui l'incite à écrire. Ainsi elle écrit et réalise son premier court-métrage en 1995, Le Beau Pavel avec Jeanne Balibar qui est récompensé au Festival d'Alès. 
Son premier téléfilm  Tout ce qui brille avec Isabelle Carré et Annie Girardot est sélectionné en 1998 au Festival du film policier de Cognac. Elle choisit de traiter du thème de l'inceste en 1999 avec La Fille préférée interprétée par Laurence Côte. Le téléfilm est remarqué par la critique française et internationale et lui vaut 2 prix au Festival de télévision de Monte-Carlo  ainsi qu'une nomination aux International Emmy Award. La réalisatrice explore ensuite dans Les Petites Mains la crise dans l'industrie textile à Calais avec Mireille Perrier et Philippe Duclos qui est récompensé au Festival de la fiction de Saint-Tropez.
C'est en 2019 que Lou Jeunet réalise son premier long-métrage Curiosa, avec Niels Schneider et Noémie Merlant, qui évoque la relation en 1895 de Marie de Heredia avec l'écrivain Pierre Louÿs.

## Filmographie

### Réalisatrice et scénariste
- 1995 : Le Beau Pavel, court-métrage
- 1998 :  Tout ce qui brille, téléfilm co-écrit avec Philippe Le Guay
- 1999 : La Fille préférée, collection Combat de femme, téléfilm co-écrit avec Caroline Bottaro et Sylvie Meyer
- 2001 : Les Petites Mains, téléfilm co-écrit avec Camille Taboulay
- 2005 : Coup de vache, téléfilm co-écrit avec Marc Syrigas
- 2011 : Monique's trip, web-série co-écrite avec Isabelle Potel
- 2019 : Curiosa, long-métrage co-écrit avec Raphaëlle Desplechin
- 2021 : Jugé sans justice, téléfilm
- 2022 : De miel et de sang, téléfilm[6]

### Scénariste
- 1993 : Rhésus Roméo de et coécrit avec Philippe Le Guay

## Distinctions

### Récompenses
- Festival Cinéma d'Alès Itinérances : Grand prix pour Le Beau Pavel
- Festival de télévision de Monte-Carlo  2000 :  Nymphe d'Or du meilleur scénario et Prix Unda pour La Fille préférée
- Festival de la fiction TV de Saint-Tropez 2001 : Meilleur téléfilm pour Les petites mains

### Nomination
- International Emmy Award 2000 : Meilleure fiction étrangère pour  La Fille préférée